# Diocesi di Xiapu
La diocesi di Xiapu (in latino Dioecesis Funimensis), nota anche come diocesi di Funing/Mindong, è una sede della Chiesa cattolica in Cina suffraganea dell'arcidiocesi di Fuzhou. Nel 1948 contava 26.783 battezzati su 1.000.000 di abitanti. La sede è vacante.

## Territorio
La diocesi si estende nella parte nord-orientale della provincia cinese di Fujian e comprende l'intera città-prefettura di Ningde.
La sede vescovile si trova nella contea di Xiapu.

## Storia
Il vicariato apostolico di Funing (Xiapu) fu eretto il 27 dicembre 1923 con il breve Ad maiorem di papa Pio XI, ricavandone il territorio dal vicariato apostolico di Fo-kien settentrionale (oggi arcidiocesi di Fuzhou).
L'11 aprile 1946 il vicariato apostolico è stato elevato a diocesi con la bolla Quotidie Nos di papa Pio XII.
Il governo cinese ha accorpato le 6 diocesi della provincia di Fujian in tre nuove circoscrizioni ecclesiastiche: la diocesi di Funing è conosciuta ora con il nome di Mindong.
Il 25 agosto 2005, alla morte del vescovo clandestino James Xie Shiguang, consacrato nel 1984, la diocesi contava 75.000 battezzati, circa 30 preti e 50 religiose appartenenti a due Congregazioni.
A seguito dell'accordo del 2018 tra la Santa Sede e la Repubblica popolare cinese sulla nomina dei vescovi, si è trovato un compromesso per la delicata situazione dei due vescovi "contrapposti" della diocesi di Mindong: il vescovo "clandestino" Vincenzo Guo Xijin ha accettato di diventare vescovo ausiliare, mentre la guida della diocesi è stata affidata legittimamente al vescovo Vincenzo Zhan Silu, ritornato in piena comunione con Roma. La comunicazione della Santa Sede sui compiti pastorali per la diocesi di Funing/Mindong è stata ricevuta dagli interessati il 12 dicembre 2018 a Pechino nell'ambito di una celebrazione ecclesiale.

## Cronotassi dei vescovi
Si omettono i periodi di sede vacante non superiori ai 2 anni o non storicamente accertati.
- Theodore Labrador Fraile, O.P. † (18 maggio 1926 - 13 giugno 1946 nominato arcivescovo di Fuzhou)
  - Sede vacante
  - Thomas Niu Hui-Qing † (1948 - 28 febbraio 1973 deceduto) (amministratore apostolico)
  - James Xie Shi-guang † (25 gennaio 1984 ordinato - 25 agosto 2005 deceduto) (vescovo clandestino)
  - Peter Zhang Shi-zhi † (30 novembre 1986 ordinato - 5 agosto 2005 deceduto) (vescovo ufficiale)
  - Ignatius Huang Shou-Cheng † (25 agosto 2005 succeduto - 30 luglio 2016 deceduto) (vescovo clandestino)
  - Vincent Zhan Silu, dal 14 maggio 2006 (vescovo ufficiale)
  - Vincent Guo Xijin (30 luglio 2016 succeduto - 12 dicembre 2018 nominato vescovo ausiliare) (vescovo clandestino)

## Statistiche
La diocesi nel 1948 su una popolazione di 1.000.000 di persone contava 26.783 battezzati, corrispondenti al 2,7% del totale.
| anno | popolazione | popolazione | popolazione | presbiteri | presbiteri | presbiteri | presbiteri                | diaconi | religiosi | religiosi | parrocchie |
| anno | battezzati  | totale      | %           | numero     | secolari   | regolari   | battezzati per presbitero | diaconi | uomini    | donne     | parrocchie |
| ---- | ----------- | ----------- | ----------- | ---------- | ---------- | ---------- | ------------------------- | ------- | --------- | --------- | ---------- |
| 1948 | 26.783      | 1.000.000   | 2,7         | 32         | 17         | 15         | 836                       |         |           | 25        |            |

Secondo una nota di stampa dell'Agenzia Fides, in occasione della morte del vescovo Ignatius Huang Shou-Cheng, nel 2016 la diocesi contava circa 90.000 cattolici con oltre 60 sacerdoti, 200 suore e 300 vergini consacrate.